# Maryann Brandon
Maryann Brandon é uma editora de filmes americana de televisão e cinema. Como reconhecimento, foi nomeada ao Oscar 2016 na categoria de Melhor Edição por Star Wars: The Force Awakens.